# Jean-François Féraud
Jean-François Féraud (* 17. April 1725 in Marseille; † 8. Februar 1807 ebenda) war ein französischer Romanist und Lexikograf.

## Leben und Werk
Féraud wurde als Sohn des Chirurgen François Féraud und seiner Frau Claire, geborene Beaumont, geboren. Als Jesuit hielt er sich vier Jahre in Besançon auf, war als Erzieher in der Provence und nach Auflösung des Jesuitenordens 1763 als Weltgeistlicher tätig. Die Französische Revolution zwang ihn ins Exil nach Nizza und Ferrara. 1795 oder 1798 kehrte er zurück.
1756 publizierte er zusammen mit Esprit Pezenas (1692–1776) eine französische Übersetzung des englischen Lexikons von Thomas Dyche († 1733), dann einen Dictionnaire grammatical de la langue française, 2 Bde. (Avignon/Paris 1761/1768/1772/1786/1788) und, als über Sechzigjähriger, sein Hauptwerk, den dreibändigen Dictionnaire critique de la langue française (Marseille 1787–1788, Tübingen 1994). Dazu wurden 1963 von Pierre Larthomas Supplemente gefunden und 1987/1988 veröffentlicht.

### Weitere Werke
- Nouveau dictionnaire universel des arts et des sciences, français, latin et anglais contenant la signification des mots de ces trois langues et des termes propres de chaque état et profession. Avec l’explication de tout ce que renferment les arts et les sciences traduit de l’anglais de Thomas Dyche, 2 Bde., Avignon 1756
- Suplément du Dictionaire critique de la langue française, 3 Bde., Paris 1987–1988